# Divo
Pour le terme italien, voir Diva (personnalité).
Pour l’article ayant un titre homophone, voir Devo.
Divo est une ville située au sud-ouest de la Côte d'Ivoire. Elle est la capitale de la région du Lôh Djiboua.  C'est une commune, chef-lieu de sous-préfecture et de département.

## Localisation
Situé à 188 kilomètres d'Abidjan, Divo est la ville d'origine du peuple autochtone Djiboua dont la langue est le dida. Elle est une commune, un chef-lieu de sous-préfecture et de département. Sa population est estimée à 294 559 habitants, ce qui en fait la sixième ville la plus peuplée de la Côte d'Ivoire.

## Toponymie
Le nom Divo serait issu d'une transcription erronée des autorités coloniales françaises du vocable local dji bi (en langue dida) qui se traduit en français par « là où la panthère se promène ».

## Histoire
La création de la ville de Divo remonte à une époque ancienne. En effet, selon la légende, le clan Dji Gbe, c’est-à-dire le " gîte de la panthère " ou " Djiboua ", vivait à l'origine à Gbogré-Djigbi, l'actuelle ville de Sassandra qu'il partageait avec le clan Gnahoré.
Partis de chez les Gnahoré à la suite d'une dispute, les Djigbé furent d'abord accueillis par les Liboli, (près de Tioco) d'où ils se dispersèrent par familles pour fonder plusieurs villages.
Ainsi, la famille Godi s'en alla avec ses descendants. Une autre suivit la piste des buffles, pour créer Blabodougou (« la piste des buffles »), à 7 km de l'actuelle Divo. Un troisième emprunta la piste des bœufs et donna à son village le nom de Blibory (« le site des bœufs »).
Un chasseur parti de Grozoh à 10 km de Divo et fonda un village du nom de Lizé qui signifie littéralement « la lance qui fait pourrir ». Ce village était réputé guerrier et vainqueur des différentes batailles.
Sous l'arbre à palabre du village de Lizé. Les colons venus de Grand-Lahou demandèrent le nom du village aux populations qui étaient sous l'immense arbre. Les autochtones, n'ayant pas bien saisi le sens de la question, répondirent immédiatement : « Ici, c'est Gbada, qui veut dire plat et immense, là nous nous rassemblons ».
C'est cette appellation qui donna plus tard le nom de « Bada » au village de Lizé, l’un des quartiers les plus anciens de la ville.
Au total, une quinzaine de villages furent créés : Bada, Boudoukou, Godilehiri, Gremian, Blibory, Brabodougou, Gouan, Grozoh, etc.
La ville de Divo est une création coloniale en pays Dida, à partir des deux villages à savoir Bada et Boudoukou.
Les premiers explorateurs, venus par la forêt de Grand-Lahou et guidés par les Avikam, ont déformé la dénomination exacte de Djiboua pour transcrire Dida, qui est aujourd'hui l'appellation officielle des populations de la région de Divo.
Boudoukou, le premier poste colonial a été ouvert en 1915 par le commandant Alengry.
Pendant la colonisation, la ville de divo devient chef-lieu de subdivision en 1915 avec le Français Louis Sarrien, puis chef-lieu de sous-préfecture à l'indépendance de la Côte d'Ivoire en 1960 avec Coulibaly Daouda comme premier sous-préfet ivoirien de Divo.
Placée successivement sous l'autorité de Grand-Lahou puis d'Abidjan, de 1960 à 1961, Divo acquiert son autonomie administrative en 1969, en devenant chef-lieu de département. Elle devient enfin commune de plein exercice avec la loi n° 78-07 du 9 janvier 1978, consacrant ainsi son autonomie morale et financière.

## Alliances
Le peuple Dida a seize groupes ethniques alliés que sont Abbey (Agboville), Attié (Adzopé) , Adjoukrou (Dabou), Abidji (Sikensi) , Alladjan (Jacqueville), Abouré (Bonoua), Avikam (Grand-Lahou), Ahizi (Jacqueville), Bakoué (Soubré), Baoulé Godai (Béoumi), Ebrié (Abidjan), Ehotilé ou Bétibé (Adiaké),Kroumen (Tabou), M'batto (Mbato), Néo (Sassandra) et Sénoufo (Korhogo).

## Administration
Le département de Divo a été créé par une loi de 1969,. Une loi de 1978 a institué 27 communes de plein exercice sur le territoire du pays.
| Date d'élection | Identité              | Parti    | Qualité         | Statut |
| --------------- | --------------------- | -------- | --------------- | ------ |
| 1980            | Félicien Konian Kodjo | PDCI-RDA | Homme politique | élu    |
| 1985            | Félicien Konian Kodjo | PDCI-RDA | Homme politique | élu    |
| 1990            | Bobi Djepa            | PDCI-RDA | Homme politique | élu    |
| 1995            | Bobi Djepa            | PDCI-RDA | Homme politique | élu    |
| 2001            | Célestin Kodet Dadié  | FPI      | Homme politique | élu    |
| 2013            | Amédé Koffi Kouakou   | RHDP     | Homme politique | élu    |
| 2023            | Ali Touré             | RHDP     | Homme politique | élu    |

Le département, collectivité territoriale, est administré par un conseil général conduit par son président, en vertu de la loi n°2001-477 du 9 août 2001 relative à l'organisation des départements en Côte d'Ivoire.
| Date d'élection         | Identité              | Parti    | Qualité         | Statut                   |
| ----------------------- | --------------------- | -------- | --------------- | ------------------------ |
| 2001 - 2009             | Paul Yao N'Dré        | FPI      | Homme politique | élu (Conseil Général)    |
| 2013 - 2021             | Zakpa Komenan Rolland | PDCI-RDA | Homme politique | élu (Conseil Régional )  |
| 2021 - 2023             | Dja Blé Joseph        | PDCI-RDA | Homme politique | élu ( Conseil Régional ) |
| En fonction depuis 2023 | Amédé Koffi Kouakou   | RHDP     | Homme politique | élu ( Conseil Régional ) |

## Démographie
| Rec. 1975 | Rec. 1988 | Est. 2010 | 2021    |
| --------- | --------- | --------- | ------- |
| 35 610    | 72 494    | 139 865   | 294 559 |

Le département de Divo a une population très hétérogène. Celle-ci comprend les autochtones issus du groupe Krou et diverses communautés allogènes.
Les populations autochtones ; trois (03) groupes constituent les populations autochtones du département que sont les Didas, les plus nombreux qui couvrent les sous-préfectures de Fresco, Divo, Lakota, Guitry et Hiré. Les Godiés, tous localisés dans la sous-préfecture de Fresco. Les Ega, minoritaires, situés à cheval sur les sous-Préfectures de Divo et de Guitry.
D'origine Krou, les Didas et les Godiés constituent un même peuple avec une même langue alors que les Ega, un sous-groupe Dida, s'apparentent plus au groupe Akan et sont des Akan. Les Ega seraient aussi les Toupkè et obéiraient à l'alliance ancestrale indéniable, inamovible et immortelle passée, il y a 200 ans, entre Abés originels de Douda (actuel Grand-Morié) et Abés détachés à la mémoire du détachement ethnique qui constituent les Ega.
Le département de Divo abrite également une très forte communauté d’allochtones, c'est-à-dire des nationaux originaires de diverses régions du pays. Il s'agit essentiellement des Baoulés, des Malinkés, des Sénoufos, des Wés et des Bétés, tous vivant en bonne intelligence avec leurs frères autochtones Dida.
En outre, il faut relever la présence très remarquée d'une communauté étrangère composée de Burkinabés, de Maliens, de Nigérians, de Guinéens, de Nigériens ainsi que d’une communauté d’origine libanaise.

### Une démographie galopante
La population du département de Divo a connu un accroissement rapide au cours de ces dernières années. Évaluée à 200 066 habitants en 1975, elle est passée à 389 530 habitants selon RGPH de 1998, soit un taux de croissance de l'ordre de 72 % au cours de la dernière décennie. À titre d'exemple, la ville de Divo qui dénombrait 72 494 âmes en 1988, compte en 2010, presque 140 000 habitants. Les facteurs de la croissance :
Cette forte croissance démographique est le résultat de la combinaison de plusieurs facteurs parmi lesquels : la situation géographique de département, le développement des voies de communication, la fertilité et la disponibilité des terres cultivables, et aussi l'hospitalité légendaire du peuple Dida.

### Répartition et occupation du sol
Sur le territoire du département, cette population est répartie sur 13 cantons, 165 villages, environ 4 170 campements et enfin sur 4 circonscriptions administratives. La densité moyenne est de 55 habitants au km² ; cependant, plus de la moitié de cette population est concentrée dans la seule sous-préfecture de Divo. Les populations de ses différentes circonscriptions sont respectivement, Divo 259 225 habitants ; Guitry 133 777 habitants  ; Hiré 81 007 habitants ; Fresco  60 694 habitants.
De ce fait, en raison de l'importance du flux migratoire dans la région, les populations autochtones ne représentent, guère aujourd'hui, qu'environ 40 % contre 35 % d'allochtones et 25 % de non nationaux. Enfin, il est à retenir que la population est à grande composante rurale. Ainsi, les populations rurales estimées à 387 688 habitants représentent (2/3 vivant dans les campements) 63 % de l’ensemble contre 146 956 habitants pour la population urbaine soit 37 %.

## Langues
Depuis l'indépendance, la langue officielle dans toute la Côte d'Ivoire est le français. La langue véhiculaire, parlée et comprise par la majeure partie de la population, est le Dida mais la langue vernaculaire de la région est le dida. Le français effectivement parlé dans la région, comme à Abidjan, est communément appelé le français populaire ivoirien ou français de dago qui se distingue du français standard par la prononciation et qui le rend quasi-inintelligible pour un francophone non ivoirien. Une autre forme de français parlé est le nouchi,, un argot parlé surtout par les jeunes et qui est aussi la langue dans laquelle sont publiés 2 magazines satiriques, Gbich! et Y a fohi. Le département de Divo accueillant de nombreux Ivoiriens issus de toutes les régions du pays, toutes les langues vernaculaires du pays, environ une soixantaine, y sont pratiquées.

## Sports
La ville compte un club de football, l'AS Divo, évoluant en Championnat de Côte d'Ivoire de football D3. Un autre club, l'AS Cod Dairo, évolue en Championnat de division régionale, équivalent d'une « 4e division ». Elle comporte également un club de handball de 1re division et un club de rugby qui a remporté le championnat national en 2010.

## Les communes du département
- Chiépo
- Gbagbam
- Hermankono-Diès
- Hermankono-Garo
- Lauzoua
- Dahiri
- Dairo
- Didizo
- Dassioko
- Didoko
- Nébo
- Gnéhiri
- Krezoukoué
- Ogoudou
- Tiégba
- Yocoboué
- Ziki Diès
- Iroporia
- Zégo
- Hiré Watta

## Personnalités liées à la région
- Aimé Lidéa Nabo, mécanicienne d'avion
- Paul Yao N'dré, ancien président du Conseil Constitutionnel de Côte d'Ivoire
- Manou Gallo, musicienne ;
- Youssouf Falikou Fofana, footballeur ;
- David Tayorault, musicien, arrangeur, producteur ;
- Jean Noel BAH, Producteur et Réalisateur
- Blaise Kouassi, footballeur ;
- Thierry Dusautoir, rugbyman ;
- Léon Naka, économiste et financier ;
- Charles Konan Banny (1942-2021), homme politique ivoirien ;
- Zakpa Komenan (1946-2021), homme politique ivoirien, président de la région du Lôh-Djiboua.